# Moirey-Flabas-Crépion
Moirey-Flabas-Crépion är en kommun i departementet Meuse i regionen Grand Est (tidigare regionen Lorraine) i nordöstra Frankrike. Kommunen ligger i kantonen Damvillers som tillhör arrondissementet Verdun. År 2022 hade Moirey-Flabas-Crépion 112 invånare.

## Befolkningsutveckling
Antalet invånare i kommunen Moirey-Flabas-Crépion
| Referens: INSEE |